# Ruksze
Ruksze (biał. Рукшы; ros. Рукши) – wieś na Białorusi, w obwodzie witebskim, w rejonie brasławskim, w sielsowiecie Achremowce.

## Historia
W czasach zaborów wieś włościańska w powiecie dzisieńskim, w guberni wileńskiej Imperium Rosyjskiego
W latach 1921–1945 wieś leżała w Polsce, w województwie wileńskim, w powiecie dziśnieńskim (od 1926 w powiecie brasławskim), w gminie Jody.
Według Powszechnego Spisu Ludności z 1921 roku zamieszkiwało tu 167 osób, 134 były wyznania rzymskokatolickiego, 5 prawosławnego a 28 staroobrzędowego. Jednocześnie 125 mieszkańców zadeklarowało polską a 42 białoruską przynależność narodową. Były tu 33 budynki mieszkalne. W 1931 w 32 domach zamieszkiwało 186 osób.
Wierni należeli do parafii prawosławnej w Jodach. Miejscowość podlegała pod Sąd Grodzki w Brasławiu i Okręgowy w Wilnie; właściwy urząd pocztowy mieścił się w Jodach.
W wyniku napaści ZSRR na Polskę we wrześniu 1939 miejscowość znalazła się pod okupacją sowiecką. 2 listopada została włączona do Białoruskiej SRR.
W 1941 roku w wiosce było 29 domów i 116 mieszkańców.  Od czerwca 1941 roku pod okupacją niemiecką. W październiku 1943 roku Niemcy całkowicie spalili zabudowania i zamordowali 7 osób. W 1944 miejscowość została ponownie zajęta przez wojska sowieckie i włączona do Białoruskiej SRR.
Od 1991 w składzie niepodległej Białorusi.